# Симанулланг, Людовик
Людовик Симанулланг (индон.  Ludovikus Simanullang OFMCap, 23 апреля 1955 года, Индонезия) — католический прелат, епископ Сиболги с 14 марта 2007 года, член монашеского ордена капуцинов.

## Биография
2 августа 1981 года Людовик Симанулланг принял постоянные монашеские обеты в монашеском ордене капуцинов. 10 июля 1983 года был рукоположён в священника.
14 марта 2007 года Римский папа Бенедикт XVI назначил Людовика Симанулланга епископом Сиболги. 20 мая 2007 года состоялось рукоположение Людовика Симанулланга в епископа, которое совершил апостольский нунций в Индонезии и Восточном Тиморе титулярный архиепископ Капри Леопольдо Джирелли в сослужении с епископом Паданга Ситуморангом Мартином Догмой и вспомогательным епископом архиепархии Медана Аницетом Бонгсу Антонием Синагой.